# Копёнкинское сельское поселение
Копёнкинское сельское поселение — муниципальное образование в Россошанском районе Воронежской области.
Административный центр — посёлок Копёнкина.

## Административное деление
В состав поселения входят 4 населенных пункта:
- посёлок Копёнкина
- посёлок Ворошиловский
- хутор Перещепное
- посёлок Райновское